# Abbas Ahmed Khamis
Abbas Ahmed Khamis Al-Tooq (13 giugno 1983) è un calciatore bahreinita, portiere dell'Al-Hidd e della Nazionale bahreinita.

## Carriera

### Club
Ha sempre giocato nel campionato di casa.

### Nazionale
Con la maglia della Nazionale ha esordito nel 2007 ed è stato convocato per due volte in occasione della Coppa d'Asia.